# Lecithocera homocentra
Lecithocera homocentra – gatunek motyli z rodziny Lecithoceridae i podrodziny Lecithocerinae.
Gatunek ten opisany został w 1910 roku przez Edwarda Meyricka, który jako miejsce typowe wskazał Madulsimę na Sri Lance.
Motyl o białawoochrowych głowie i tułowiu, białawoochrowych i ciemnobrunatonoszaro nakrapianych czułkach i białawoochrowo-brunatnoszarych głaszczkach. Przednie skrzydła o rozpiętości od 17 do 19 mm wydłużone, ku tyłowi rozszerzone, o krawędzi kostalnej delikatnie łukowatej, wierzchołku tępym, a termenie skośnym i prawie prostym. Barwa skrzydeł przednich brązowawoochrowa z ciemnobrunatoszarymi i czarniawymi znakami. Strzępiny obu par skrzydeł białawoochrowe, na przednich brązowawo podbarwione. Tylne skrzydła wraz ze strzępinami i odwłok białawoochrowe. Kępka na końcu odwłoka ochrowożółta.
Gatunek endemiczny dla Sri Lanki.